# I Am Rich
 (juillet 2025).
Si vous disposez d'ouvrages ou d'articles de référence ou si vous connaissez des sites web de qualité traitant du thème abordé ici, merci de compléter l'article en donnant les références utiles à sa vérifiabilité et en les liant à la section « Notes et références ».
 (novembre 2023).
I Am Rich est une application mobile éditée en 2008 pour iPhone qui avait des fonctions minimales et était au prix de 999,99$, prix maximum autorisé à sa date de sortie. L'application a été retirée de l'App Store moins de 24 heures après son lancement. Ayant reçu de mauvaises critiques de la part des utilisateurs, seuls huit exemplaires ont été vendus. Au cours des années qui ont suivi, plusieurs applications similaires ont été lancées à des prix inférieurs pour éviter toute mise à l'écart et on intégré diverses fonctions pour respecter les règles de mise en ligne.

## Contexte
I Am Rich a été développée comme une blague par le développeur de logiciels allemand Armin Heinrich, après avoir vu des utilisateurs d'iPhone se plaindre de logiciels dont le prix était supérieur à 0,99$. L'application n'affichait qu'une gemme rouge brillante et une icône qui, lorsqu'elle était enfoncée, affichait le mantra suivant : 
I am rich
I deserv it
I am good,
healthy & successful
Heinrich a déclaré au New York Times : « Je la considère comme de l'art. Je ne m'attendais pas à ce que beaucoup de gens l'achètent et je ne m'attendais pas à tout ce bruit à ce sujet ». 
L'application est décrite comme « une œuvre d'art sans aucune fonction cachée », dont le seul but est de montrer aux autres qu'ils en ont les moyens. L'écrivain Vox Zachary Crockett l'a appelé « le bien ultime de Veblen sous forme d'application mobile ».

## Publication
Heinrich a publié et distribué I Am Rich via l'App Store le 5 août 2008.  L'application a été vendue pour 999,99$ aux Etats-Unis, 799,99 € en Europe et 599,99£ — les prix les plus élevés autorisés par Apple pour le contenu de l’App Store à sa date de sortie. L'application a été supprimée de l'App Store sans explication par Apple moins d'un jour après sa sortie. 

### Achats
Huit personnes ont acheté l'application, dont au moins une a affirmé l'avoir fait accidentellement. Six ventes aux États-Unis et deux ventes européennes ont rapporté 5 600 $ pour Heinrich et 2 400 $ pour Apple. Dans une correspondance avec le Los Angeles Times, Heinrich a déclaré au journal qu'Apple avait remboursé deux acheteurs de son application et qu'il était heureux de ne pas avoir de clients mécontents.  

## Réception
Discutant de l'application sur le site Silicon Alley Insider, Dan Frommer a décrit le programme comme une "arnaque", "sans valeur" et enfin "une blague qui sent l'arnaque" les 5, 6 et 8 août respectivement.     
Sans acheter l'application, Paul Wagenseil de Fox News a deviné que le mantra secret était « Allemand pour « Sucker ! » faisant rappel à la nationalité du développeur.   
Brian X. Chen de Wired a décrit I Am Rich comme un gaspillage d'argent pour « prouver que vous êtes un imbécile », et a comparé les dépenses avec des dons à des fondations contre le cancer et aux pays du tiers monde. 
Heinrich a déclaré à Mark Milian du Los Angeles Times avait reçu de la correspondance de clients satisfaits : « J'ai reçu des e-mails de clients me disant qu'ils aiment vraiment l'application [... et qu'ils n'ont eu] aucune difficulté à dépenser de l'argent. ".  Dans une interview accordée au New York Times, il a cependant déclaré avoir reçu de nombreux courriels et messages téléphoniques insultants. 

## Applications similaires
L'année suivante, Heinrich sort I Am Rich LE. Au prix de 9,99$, la nouvelle application comporte plusieurs nouvelles fonctionnalités (dont une calculatrice, un « système d'aide » et le « célèbre mantra sans fautes d'orthographe ») pour répondre à l'exigence d'Apple selon laquelle les applications ont un « contenu définissable ». Certains clients ont été déçus par la nouvelle fonctionnalité et ont mal noté l'application en raison de ses améliorations apparentes. 
Le 23 février 2009, CNET Asia a fait état de l'application « conceptuellement similaire », I Am Richer, développée par Mike DG pour Android de Google. L'application a été lancée sur l'Android Market pour 200$, une limite imposée par Google, qui n'a pas eu d'objection à l'application. 
Du même nom, I Am Rich, sorti sur Windows Phone Marketplace le 22 décembre 2010, a été développé par DotNetNuzzi. Décrit par MobileCrunch comme tout aussi inutile que l'original, cette application coûte 499,99$, le prix plafond imposé par Microsoft.